# Anadara tuberculosa
Anadara tuberculosa es una especie de molusco bivalvo de la familia Arcidae.

## Nombres comunes
Recibe los nombres vulgares de “piangua” (Colombia, Panamá y Costa Rica), “josuo” (Colombia y Costa Rica), “concha peluda” (Perú, Nicaragua y El Salvador), “goocharana” y "curil" (El Salvador y Honduras), “concha prieta” (Panamá), “concha” (Ecuador), “patas de mula” (México) y “concha de burro” (Guatemala).

## Distribución
Se distribuye por el Océano Pacífico, desde México hasta Perú

## Tamaño
Puede alcanzar un tamaño de hasta 8 cm de largo pero, por lo común, no pasa de 6 cm (generalmente mide 5,6 cm de largo, 4,2 cm de alto y 4 cm de diámetro).[cita requerida]

## Hábitat y biología
No completamente enterrado en el fango, desde la zona intermareal hasta unos 5 metros de profundidad. Es abundante en pantanos de manglares.